# Sturba
Sturba je rijeka u jugozapadnom dijelu Bosne i Hercegovine u općini Livno. Teče kroz Livanjsko polje. Izvire u mjestu po kojem nosi ime. Sagrađenim vodovodom opskrbljuje okolna mjesta pitkom vodom. Sturba je duga 14,5 km.

## Životinjski svijet
Bogata je potočnom pastrvom, kalifornijskom pastrvom. Na Sturbi je 2005. otvoren i poseban revir, u kojem obitava kalifornijska pastrva za sportski ribolov. Riblji fond i sama rijeka pod nadzorom su USR Livno.

## Vanjske poveznice
- Fotografije rijeke Sturbe[neaktivna poveznica]
- Video zapis: Ekološki raj - Rijeka Sturba